# New Iberia
New Iberia è una città degli Stati Uniti d'America, capoluogo della parrocchia di Iberia nello Stato della Louisiana.

## Monumenti e luoghi d'interesse

### Architetture civili
- Shadows-on-the-Teche, residenza ed ex-piantagione del 1831-1834[1][2][3]